# 岸田森
岸田 森（きしだ しん、1939年〈昭和14年〉10月17日 - 1982年〈昭和57年〉12月28日）は、日本の俳優、声優、劇作家、演出家。

## 来歴
1939年（昭和14年）、東京市杉並区阿佐ヶ谷（現・東京都杉並区阿佐谷北）にある河北総合病院で岸田国士の弟・岸田虎二とその妻・真理子の子として誕生する。5歳ごろまで中野区本町通りに住んでいた。
1944年（昭和19年）、5歳。疎開先の箱根町立湯本小学校へ入学。
1947年（昭和22年）、8歳。帰京し、千代田区の九段小学校へ転校する。九段小学校の同級生に大空真弓がいた。麹町中学校から海城高等学校を卒業。麹町中学校の同級生に衆議院議員の加藤紘一、海城高校の1年後輩にはフリーアナウンサーの徳光和夫がいた。
この小学3年生のころから、蝶の収集を始める。
1958年（昭和33年）、19歳。一浪後法政大学英文科へ入学するが、2年生のときに俳優の道を志し、中退したという。
1960年（昭和35年）、21歳。文学座附属演劇研究所に研究生として入団。研究発表会のような内輪の演劇ばかりで、「年間収入が2〜3万円という暮らしが5〜6年続いた」と語っている。
1962年（昭和37年）、23歳。『光明皇后』の延臣役が初舞台となる。
1964年（昭和39年）、25歳。同期である女優・悠木千帆（のちの樹木希林）と結婚。
1965年（昭和40年）、26歳。文学座座員に昇格。
1966年（昭和41年）、27歳。年頭に退団。悠木、村松克己、草野大悟らと劇団「六月劇場」を結成し、以降は主に映画・テレビに活躍の舞台を移す。
同年の『氷点』（NET）が本格的なテレビ初出演と本人は語る。
1968年（昭和43年）、29歳。悠木（樹木）と離婚後、バーのマダムと再婚するがのちに離婚。その後は女優・三田和代と事実婚関係にあった。『怪奇大作戦』（TBS）が、円谷プロとの初仕事となる。この作品への出演が自身の芝居の一大転機になったと語り、以後「僕は円谷育ち」と公言している。
1971年（昭和46年）、32歳。東宝映画『呪いの館 血を吸う眼』（山本迪夫監督）で吸血鬼を演じ、和製ドラキュラとの評価を得る。この東宝『血を吸う』シリーズは代表作となった。『帰ってきたウルトラマン』では主人公の師で兄代わりでもある坂田健役を演じた。
1973年（昭和48年）、34歳。円谷プロのテレビ特撮『ファイヤーマン』（日本テレビ）に出演。脚本を手がけた第12話では、部分演出も行う。この年、天知茂主演のテレビ時代劇『無宿侍』（フジテレビ）第6話において兄弟役で共演。
1977年（昭和52年）、38歳。『歌麿 夢と知りせば』（太陽社）に主演。カンヌ映画祭でも上映され話題を集めた。生涯唯一のトップクレジットで遇された大作映画である。ほかに、主演作としてはほぼ出ずっぱりの『黒薔薇昇天』が、大役としては三船敏郎、勝新太郎の向こうを張る剣豪を演じた『座頭市と用心棒』があり、名バイプレイヤーとしてのフィルモグラフィのなかで異彩を放っている。
1980年（昭和55年）、41歳。テレビCMの演出を手がける。「エスビー食品」など水谷豊の主演するCFについては、「演出補助」と肩書きされるが、本人は「あれはすべて僕が演出しました」とコメントしている。
1982年（昭和57年）12月28日、食道ガンのため、43歳で死去。墓所は神奈川県鎌倉市にある鎌倉霊園。
葬儀の際に、岸田を弟のように可愛がっていた若山富三郎は弔辞のなかで「こんなことになるんだったら、お前を殴ってでも絶交してでも酒を辞めさせるべきだった」と後悔のコメントを残した。公私にわたり親交の深かった俳優の睦五朗によれば、草野大悟は岸田を死に追いやった原因は彼とともに深酒をしていた自身にあると思い込み、葬儀の席で岸田の母に謝罪し、その後も朝まで泣き崩れていたという。睦は悲痛なその姿が頭から離れないと語っている。葬儀では三田和代が遺影を持ち挨拶した。

## 人物
血液型AB型。身長169センチメートル。
岡本喜八、実相寺昭雄、神代辰巳、西村潔、工藤栄一などの監督作品の常連で、萩原健一、水谷豊、松田優作ら岸田を慕った俳優は多かった。勝新太郎も岸田の才能と個性を高く評価し、多数の作品で共演。勝が主宰した俳優学校「勝アカデミー」の講師を務めた。岸田今日子の評するところ「森ちゃんは教え好き」だったという。
実父は1956年（昭和31年）から1957年（昭和32年）まで、火星の土地分譲で名をはせた「日本宇宙旅行会（改称後・日本宇宙飛行協会）」の協会事務局長であったという。劇作家の岸田國士は伯父、女優の岸田今日子や童話作家の岸田衿子（國士の娘）は従姉に当たる。千代田区の麹町中学校に在籍していた当時、山形県から転校してきた（のちに政治家となる）加藤紘一とも友人であった。
六本木でバーを経営し、岸田が学生野球ファンということあり、映画評論家の田山力哉が連れ立って岡田彰布、松本匡史など当時の東京六大学野球や、東都大学野球リーグの高木豊など各選手が時折店を訪れ、顔なじみであった。酒を愛し、自宅の洋酒コレクションには、客にせがまれたときのために、どれも半分以上の飲み残しがあったと、山本迪夫監督は『キネマ旬報』の追悼記事で人柄をしのんでいる。
無口で陰湿な役が多かったが、プライベートでは寂しがり屋で、出演待ち時間中の岸田はやかましい位のお喋りであったという。愛称は「しんちゃん」や「かみそり・しん」。常連の監督達もそうだが、勝新太郎、水谷豊、松田優作などの俳優仲間、先輩後輩の指名を受けての仕事も多く、演技力と人柄が慕われていた。
円谷プロでは「退屈だったのと、特撮に興味を持ったので、それでしかできないものを作ってみたくなったから」と、朱川 審（）の名で脚本を発表。
『帰ってきたウルトラマン』第35話「残酷! 光怪獣プリズ魔」は、光をモチーフにしたという岸田のイメージを基にした怪獣「プリズ魔」の造型は、第2期ウルトラ怪獣随一の美しさと名高く、多くの関連本に登場する。「朱川審」のペンネームの由来としては、「本名では照れくさいのと、生まれたときに名づけられる予定だった審という名を復活させてみた」とコメントしている。
ほかには実名で『ファイヤーマン』第12話「地球はロボットの墓場」の脚本を手がける。岸田の演ずる水島隊員はこの回は全くセリフを話さず、その動作と口の微かな動きだけで感情や意思を表現するなど、実験的な演出がみられる。
映画では岡本喜八監督作品に多数出演した。岸田は岡本が新作の構想を立てていることをいち早く聞きつけ、キャスティング前であっても、そのつど「それで、僕の今度の役はどんな役ですか？。」と電話をしてきたという。『斬る』での初出演から亡くなるまでの監督作品14本中12本に出演しているが、出ていない2本は『斬る』の時点で準備が進んでいた次作『肉弾』と、前後篇の後篇である『にっぽん三銃士・博多帯しめ一本どっこの巻』のみなので、まさに手放そうとしない気にいりようで、後期「喜八一家」のキーマン的存在であった。『ダイナマイトどんどん』（1978年、大映）のド派手なスーツをまとった敵方ヤクザ幹部役の抱腹絶倒演技、わずかな出番で作品の印象を一変させるような脇役を目指したい、と語っていたモットーを具現化したような『ブルークリスマス』（1978年、東宝）の不気味な政界黒幕秘書役などが代表的なものとして挙げられる。岸田の葬儀の際は、棺の先頭を担ぐ岡本の姿が報道された。『怪奇大作戦』以来の実相寺昭雄とは4本の劇場映画を共にしているが、『歌麿』の主役以外も準主役的な起用が多い。
また、時代劇においては多くの歴史上の人物を演じたが、そのなかでも感情を抑制し知的なイメージが先行した役柄を多く演じた。代表的なものに、『徳川家康』（1964年、NET）での若き日の竹中半兵衛役（晩年期は原保美が代わって演じた）、大河ドラマ『草燃える』（1979年、NHK）では大江広元役のほか、荻生徂徠、小栗上野介、鳥居耀蔵など、知恵者の役柄を多く演じた。
『血を吸う薔薇』（1974年、東宝）で共演した佐々木勝彦は、制作時に楽屋で岸田が髪の毛の薄さを気にしていたと語っている。岸田は同年制作の実相寺昭雄監督作品『あさき夢みし』（ATG）では、役作りで思い切って坊主頭にしていて、その際、普段はかつらを着用。この坊主頭を意図的に『傷だらけの天使』、『探偵物語』（日本テレビ）で活用している。
- 『傷だらけの天使』第5話において、加藤嘉演じる暴力団の組長に詫びを入れるよう強要されるシーンで、岸田は唐突にかつらを外して土下座した。このシーンについては従前より「演出によるものである」との説と「岸田のアドリブである」とする説があるが、萩原健一の著書『ショーケン』によると(第四章　p80-p81)、これはアドリブではなく映画での岸田の役作りを承知していた萩原らが編集と展開の都合から指を詰めるシーンの代わりとして現場で発案したもので、岸田自身は「（坊主頭は）映画の制作発表のときまで公表しない」と主張して承諾せず、萩原らの懇願に負けて撮影することになっても最後まで乗り気ではなかったとのことである。
- 怪盗103号役としてゲスト出演した『探偵物語』第13話では、終盤の松田優作とのフェンシングでの格闘シーンにおいて工藤（松田）の攻撃が103号の頭髪を直撃、かつらが取れて坊主頭（しかも頭には「103」と書かれている）をさらすシーンがある。ただし、こちらは岸田は撮影時には自毛を生やしており、坊主頭の方がかつらである。

特技監督の中野昭慶によれば、岸田はよく「宇宙人をやらせろ」と要望していたという。

### 趣味趣向
趣味は蝶の収集・採集、スコッチ・ウイスキー収集、油絵、シナリオ、ゴルフ、野球、植草甚一の影響によりジャズ鑑賞。特技は剣道（3段）。
大の酒好きとして知られるが、飲んでも人格が変わるようなことは無かったとされる。『ファイヤーマン』では、共演者の睦五朗と組んで助監督を巻き込み飲みに行けるスケジュールにさせていたという。睦は、当時ウイスキーをボトル1本半を飲まなければ収まらなかったが、岸田の酒量はそれを上回るものであったと証言している。岸田は朝から酒を飲んでいることが多く、新幹線の一番列車に乗り込む際も岸田はビールを片手に走ってきていたという。
嫌いなものは牛肉で、付き合っていた女性にも自分の前では牛肉を食べないように約束させるほどであった。岸田が長期ロケに出ていた際に交際相手はステーキを食していたが、偶然岸田が早く帰宅してそのことに気づくと、岸田は怒り狂って家を飛び出しそのまま帰らなかったこともあったという。
『ファイヤーマン』で共演した睦によると、同作の放映時期、趣味の蝶の標本採集が高じ、たびたび東南アジア方面へ採集旅行に出ているが、旅行慣れした睦は岸田にいつもせがまれて同伴させられていたという。採集旅行先は台湾が多かったとのことだが、その際の岸田の服装が「迷彩色の上下にゲートル巻」といった軍装まがいのものだったため、毎回の旅行のたびに行方不明となり、決まって警察に不審者として拘束されているのがオチだったという。「とにかく警察に捕まらなかったときがない」と睦も当時を述懐し、岸田を「奇人でした」と評している。蝶の標本コレクションは、そのまま展示館が開けるほどのものだった。蝶に関連して、蛾の「節操のなさ」を挙げ、岸田は「モスラが好き」ともコメントしている。蝶の色彩とも関連付け、「ウルトラマンの顔も、じっと見てると蝶々に思えてくる」とも語っている。蝶の収集は1974年の時点で、自宅に2000頭の蝶を収集していた。蝶を捕る際の服装に関して、「あまり服装に凝ると仲間にからかわれるので、素直な格好で出かけることにしている」とコメントしている。また、蝶が出没するならばと、どんなロケ地でもいとわず、「（蝶採集に時間が費やせるため）すぐに殺される役の方がありがたい」とさえ語っている。 登場シーンはごくわずかだが、遺作である映画南極物語に喫茶店の主人として出演するシーンおいて、渡瀬と夏目との3者シーンで蝶マニアの岸田の趣味である蝶の標本らしき物が画面の奥に写っていて、それに触ろうとする店のお客に対しそれに触るなという関西弁のセリフもある。

### 交友関係
草野大悟とは文学座以来、生涯の親友であり、盟友。
『特捜最前線』で岸田と兄弟役を演じた藤岡弘、は、岸田について俳優として人間を演じることを追求していたといい、優しく思いやりがあり、俳優としてのヒントをさらっと教えてくれるよい先輩であったと述懐している。
テレビドラマプロデューサーの宍倉徳子とは、宍倉がスクリプターを務めていた『曼荼羅』（1971年）で暴れた岸田を宍倉がなだめた縁で親しくなり、宍倉がプロデューサーとなった際には宍倉の作品には全部出ると述べ、実際に多くの作品に出演した。『可愛い悪魔』（1982年）では、ガンにより声が出なくなっていたが、喋ることの出来ない役に変更してまでも出演している。
『ファイヤーマン』では主演の誠直也（佐賀出身）のなまりがきつかったため、少しでもセリフの言い回しが違うと撮影の段階で芝居をとめて無言の指導を行ったという。岸田は「俺はいつお前（誠）に殴られるかと冷々だった」と語っていたが、逆に誠は「当時はつらかったが、あのときの岸田さんの指導があったからこそ、今の自分がある」と感謝の意を表している。
睦五郎は岸田の入院中に同じ病院に入院していたこともあり、回復した睦は病院に要望して面会謝絶の岸田を見舞った。その際の岸田は、枯れ木のようにやせ細った姿で、声も出せないほど弱っており、睦は見ていられない姿であったと語っている。しかし、岸田の体力を気遣って帰ろうとする睦を岸田は力強く握りしめて放そうとせず、睦が去る際にも力を振り絞って声を挙げていたという。睦は、師である三好の戯曲『炎の人』を制作し岸田がゴッホを演じることを約束していたが、見舞いの直後に岸田は死去し、約束が果たされることはなかった。睦は、岸田の悲壮な死に様にしばらくの間立ち直ることができなかったという。

## 出演作品

### 映画
- 放浪記（1962年、東宝）- 牛鍋屋の学生客
- 喰べた人（1962年、大林宣彦と藤野一友の自主制作）
- 二匹の牝犬（1964年、東映）
- 世界詐欺物語　日本篇（1964年、東宝）- 宝石店の従業員
- 渡世一代（1965年、日活） - 銀次
- 水で書かれた物語（1965年、日活） - 松谷高雄
- 斜陽のおもかげ（1967年、日活） - 谷山圭次
- 斬る（1968年、東宝） - 荒尾十郎太[注釈 10]
- 狙撃（1968年、東宝） - 深沢
- 弾痕（1969年、東宝） - 楊（中共側工作員）
- 赤毛（1969年、東宝） - 番頭左右吉
- 座頭市と用心棒（1970年、東宝） - 九頭竜（跡部九内）
- 白昼の襲撃（1970年、東宝） - 鳴海
- 玄海遊侠伝 破れかぶれ（1970年、大映） - 桜井義三郎
- おんな極悪帖（1970年、大映） - 太守
- 七月の兵隊（1970年、自主制作）
- 東宝8.15シリーズ（東宝）
  - 激動の昭和史 軍閥（1970年） - 高倉記者
  - 激動の昭和史 沖縄決戦（1971年） - 目軍医大尉[20]
- 銭ゲバ（1970年、東宝） - 新星
- 狐のくれた赤ん坊（1971年、ダイニチ映配） - 勝谷栄之進
- いのちぼうにふろう（1971年、東宝） - 由之介
- 曼陀羅（1971年、ATG） - 真木
- 血を吸うシリーズ
  - 呪いの館 血を吸う眼（1971年、東宝） - 影のような男[10]
  - 血を吸う薔薇（1974年、東宝） - 学長[21]
- 百万人の大合唱（1972年、東宝） - 宮原
- 子連れ狼（東宝）
  - 子連れ狼 三途の川の乳母車（1972年） - 左来馬
  - 子連れ狼 親の心子の心（1972年） - 孤塚円記
- 哥(うた)（1972年、ATG） - 森山康
- 高校生無頼控（1972年、東宝） - 村木鉄人
- にっぽん三銃士 おさらば東京の巻（1972年、東宝） - 森川副部長
- 夕映えに明日は消えた（1973年、東宝） ※未公開
- 御用牙 かみそり半蔵地獄責め（1973年、東宝） - 本多麟太郎
- 化石の森（1973年、東宝） - 辻
- あさき夢みし（1974年、ATG） - 阿闍梨
- 青葉繁れる（1974年、東宝） - 教育委員
- ゴジラ対メカゴジラ（1974年、東宝） - 南原[20][4]
- 修羅雪姫 怨み恋歌（1974年、東宝） - 菊井精四郎
- 鬼輪番（1974年、東宝） - 玄海
- ロスト・ラブ あぶら地獄（1974年、日活） - 鳴海修
- 樺太1945年夏 氷雪の門（1974年、東洋映画） - 田尻中佐
- 吶喊（1975年、ATG） - 仙田勇之進
- 櫛の火（1975年、東宝） - 田部
- 黒薔薇昇天（1975年、日活） - 十三
- はつ恋（1975年、東宝） - 木村
- エデンの海（1976年、東宝） - 松下先生
- 続・人間革命（1976年、東宝） - 黒川
- ひとごろし（1976年、松竹） - 加納平兵衛
- 歌麿 夢と知りせば（1977年、日本ヘラルド映画） - 喜多川歌麿
- 姿三四郎（1977年、東宝） - 折口大助
- 犬笛（1978年、東宝） - 池田正男
- 愛の嵐の中で（1978年、東宝） - 岡野
- ダイナマイトどんどん（1978年、大映） - 花巻修
- ブルークリスマス（1978年、東宝） - 代議士の側近
- 蘇える金狼（1979年、東映） - 石井
- 総長の首（1979年、東映） - 溝口
- 金田一耕助の冒険（1979年、東映） - 街のドラキュラ
- 乱れからくり（1979年、東宝） - 馬割鉄馬
- 戦国自衛隊（1979年、東宝） - 直江文吾
- 白昼の死角（1979年、東映） - 隅田光一
- ホワイト・ラブ（1979年、東宝） - 眼鏡CM撮影スタジオ監督
- スーパーGUNレディ ワニ分署（1979年、日活） - 緒方哲夫
- 英霊たちの応援歌 最後の早慶戦（1979年、東宝） - 寺本少佐
- 動乱（1980年、東映） - 小林少佐
- 徳川一族の崩壊（1980年、東映） - 徳川家茂
- 漂流（1981年、東宝） - 儀三郎
- モーニング・ムーンは粗雑に（1981年、スーパーウッド） - 一条
- 太陽戦隊サンバルカン（1981年、東映） - 嵐山長官
- 近頃なぜかチャールストン（1981年、ATG / 東宝） - 内閣書記官長
- 制覇（1982年、東映） - 石川浩之（北陸石川組組長）
- 南極物語（1983年、日本ヘラルド映画 / 東宝） - 喫茶店マスター[注釈 11]
- 大決戦!超ウルトラ8兄弟（2008年、松竹） - 坂田健の遺影[注釈 12]

### テレビドラマ
- 短い短い物語（1962年、NET）
- ダイヤル110番（1962年、日本テレビ）
- 近鉄金曜劇場（朝日放送）
  - 結婚（1962年、TBS） - 国枝
  - 正塚の婆さん（1963年、TBS） - 絹川利行
  - 剣（1964年、TBS）
- ひとりぼっち（1962年、日本テレビ）
- 文芸劇場 / 小指（1963年、NHK総合） - 岩田行雄
- 東芝日曜劇場（TBS）
  - 星形（1963年、RKB毎日放送） - 谷口
  - 橋の下（1964年、CBC） - 源之丞
  - サファイア・ミンク（1964年） - 秋山和夫
  - あによめ（1972年）
- テレビ指定席（NHK総合）
  - 魚住少尉命中（1963年）
  - 五稜の星（1966年） - 笠井友次郎
- 徳川家康（第一部）（1964年、NET） - 竹中半兵衛
- 初恋物語（1964年、フジテレビ）
- 浮草（1964年、NET）
- 講談ドラマ/ あづさ弓の歌（1964年、NHK総合）
- 七人の刑事 第112話「春の愁い」（1964年、TBS）
- 日産スター劇場 第48話「やぶれ家族」（1964年、日本テレビ） - 南雲達司
- この世の花（1965年、TBS） - 有川貢
- 判決（NET）
  - 第137話「求めあい」（1965年） - 野島徹
  - 第168話「ある内縁」（1965年） - 鈴木英夫
- おかあさん（TBS）
  - 第279話「味はおふくろ」（1965年） - 林
  - 第322話「夜の静寂を…」（1966年）
  - 第341話「鬼の夕焼」（1966年）
- 風雪 浅草オペラ誕生（1965年、NHK総合） - 伊庭孝
- 大河ドラマ（NHK総合）
  - 源義経（1966年） - 大貫次郎公宗
  - 元禄太平記（1975年） - 荻生徂徠
  - 草燃える（1979年） - 大江広元
- 氷点（1966年、NET） - 辻口徹
- 若者たち（1966年、フジテレビ）第30回「橋よ いつの日か…」
- 愛しの太陽（1966年、東海テレビ） - 首藤英二
- 伊都子（1966年、フジテレビ） - 穂高連太郎
- 恋人たち 第12話「おせっかいはやめて」（1966年、NET）
- 秘密指令883 第17話「栄光の甘い香り」（1967年、フジテレビ）
- 三匹の侍 第4シリーズ 第25話「闘い 雨の章」（1967年、フジテレビ） - 小杉十吾
- 霧の旗（1967年、NET）
- シオノギテレビ劇場 / 署名のない風景画 後編（1967年、フジテレビ）
- ローンウルフ 一匹狼 第8話「傷だらけの報酬」（1967年、日本テレビ） - 北岡徹
- 真田幸村「天下の浪人」（1967年、TBS）
- ゆば（1967年、TBS） - 亮一
- タケダアワー（TBS）
  - 怪奇大作戦（1968年 - 1969年、円谷プロ） - 牧史郎[2]
  - 柔道一直線（1969年 -1970年） - 香川先生
  - シルバー仮面ジャイアント（1972年） - 津山博士
- ザ・ガードマン（大映テレビ室・TBS）
  - 第146話「俺の鎖をといてくれ!」（1968年） - 松宮
  - 第328話「セックス解放の海! 真夏の殺人」（1971年） - シンヤ
- 風 第23話「地獄の沙汰」（1968年、TBS）
- 野次馬がいく 第25話「あっぱれ! かけおち者」（1968年、NET）
- 銭形平次 第100話「隠密有情」（1968年、フジテレビ） - 新造
- 風が寒い（1968年、NHK総合）
- ブラックチェンバー 第8話「影の殺人者」（1968年、フジテレビ） - 小田和也
- 東京コンバット 第3話「銀色の死刑台」（1968年、フジテレビ）
- 契りきな（1969年、NET）
- ポーラテレビ小説（TBS）
  - パンとあこがれ（1969年） - 志沢幹太郎
  - アンラコロの歌（1972年） - 市太郎
  - 美作ノ国 吉井川（1972年 - 1973年） - 長又佐介
  - 絹の家（1976年） - 畑徳一郎
- 暖春（1969年、フジテレビ） - 長谷川一郎
- おんなみち（1969年、TBS） - 亮介
- まだ見ぬアナタ（1969年、フジテレビ）
- 水曜劇場 / きんきらきん（1969年、TBS） - 新田
- 90日の恋（1969年、日本テレビ）
- 魔像・十七の首（1969年、TBS） - 山路重乃進
- 緋剣流れ星お蘭（第22話「悪党で、一杯よ!」（1970年、NET）
- 白頭巾参上 第33話「危険な町」（1970年、TBS） - 取手の常
- 遠い愛の日々（1970年、NHK総合）
- 宮本武蔵（1970年、NET） - 又八
- 千葉周作 剣道まっしぐら 第5話「出たッ! 一本足剣法」（1970年、TBS） - 堀場陣内
- 鬼平犯科帳（八代目松本幸四郎版）
  - 第1シリーズ  第46話「しかえし」（1970年、NET・東宝） - 松吉
  - 第2シリーズ  第4話・第5話「狐火（前・後編）」（1971年、NET・東宝） - 又太郎
- 帰ってきたウルトラマン（1971年、円谷プロ・TBS） - 坂田健[2]
- 花王愛の劇場（TBS）
  - 真実一路（1971年）
  - 放浪記（1974年）
  - しづの生涯（1981年）- 英行
- 浮世絵 女ねずみ小僧（フジテレビ）
  - 第1シリーズ 第2話「霧の夜の襲撃」（1971年） - 後藤三右衛門
  - 第2シリーズ 第8話「続・霧の夜の襲撃」（1972年） - 後藤三右衛門
- 荒野の素浪人 第24話「襲撃 地の果て白骨ヶ原」（1972年、NET） - 岩上玄蔵
- 24時間の男 第2話「ボクサーと五円玉」（1972年、TBS）
- 冠婚葬祭屋 第4話「やくざはキビシイ!!…ですヨ」（1972年、NET） - 秀三郎
- 私がつくった番組 第1話「小百合の日本遊女考」（1972年、12ch） - 源五兵衛
- 世なおし奉行 第18話「共謀」（1972年、NET） - 安斉源八
- 大江戸捜査網（12ch．1970～1984年）
  - 第75話「おふくろ慕情」（1972年、日活．第2シリーズ） - 倉田善計
  - 第255話「三味の音は殺しの調べ」（1976年、三船プロ．第3シリーズ） - 玄海大僧正（むささびの源五郎）
  - 第296話「仇討ち素浪人秘話」（1977年、三船プロ．第3シリーズ） - 久門修之助
- 火曜日の女シリーズ / 木の葉の家（1972年、NTV） - 謙三
- ファイヤーマン（1973年、円谷プロ・日本テレビ） - 水島三郎
- 天下堂々（1973年、NHK総合） - 鳥居耀蔵
- 唖侍 鬼一法眼 第2話「くちなしの子守唄」（1973年、勝プロ・日本テレビ） - 与次郎
- 無宿侍 第6話「俺が拾った宿命」（1973年、フジテレビ） - 疾風左近
- 愛よ! いそげ 第21話（最終回）（1973年、TBS）
- 戦国ロック はぐれ牙 第1話「隠し銀山に欲望を斬れ」（1973年、フジテレビ）
- 荒野の用心棒 第28話「虐殺の丘に女の復讐が燃えて…」（1973年、NET） - 梵天十郎次（公儀隠密・土屋隼人）
- 追跡 第11話「不道徳な天使」（1973年、関西テレビ） - 石狩
- 白い影 第14話（最終回）（1973年、TBS） - 水谷
- 新十郎捕物帖・快刀乱麻 第2話（1973年、朝日放送） - 敏也
- 天皇の世紀　第二部 7（ドキュメンタリー）（1973年、朝日放送・国際放映） - 高杉晋作
- 狼・無頼控 第5話「怪猫呪いの大井戸」（1973年、毎日放送） - 井戸尻軍十郎
- ポーラ名作劇場（NET）
  - 氾濫（1974年）
  - 黄昏にさようなら（1975年）
- みだれ扇（1974年、TBS）
- 丹下左膳 第2話、第5話、第6話（1974年、日本テレビ） - 伊吹大作
- おしどり右京捕物車 第16話「闇」（1974年、朝日放送） - 伊賀
- 斬り抜ける（1974年 - 1975年、朝日放送） - 森伝八郎
- 傷だらけの天使（1974年 - 1975年、日本テレビ） - 辰巳五郎
- 徳川三国志（1975年 - 1976年、NET） - 金井半兵衛
- 虹色の橋（1975年、TBS）
- 座頭市物語 第14話「赤ン坊喧嘩旅」（1975年、フジテレビ） - 和平次
- 剣と風と子守唄（日本テレビ）
  - 第14話「地獄に恋した野郎ども」（1975年） - 松宮庄五郎
  - 第27話「栄光への父娘旅」（1975年） - 伊庭半次郎
- 江戸の旋風 第13話「脅迫」（1975年、フジテレビ） - 狭山左近
- 影同心 第4話「欲にからんで殺し節」（1975年、毎日放送） - 勝山市之進
- ザ★ゴリラ7 第18話「明日なき殺人ジャガー」（1975年、NET） - 真崎麟吉
- 必殺シリーズ（朝日放送）
  - 必殺仕置屋稼業 第12話「一筆啓上魔性が見えた」（1975年） - 銀次
  - 必殺からくり人 第12話「鳩に豆鉄砲をどうぞ」（1976年） - 鳥居耀蔵
  - 新・必殺仕置人 第1話「問答無用」（1977年） - 筑波重四郎
  - 新 必殺からくり人 第2話「東海道五十三次殺し旅 戸塚」（1977年） - お助け紋三郎
  - 必殺仕事人 第1話「主水の浮気は成功するか?」（1979年） - 戸ヶ崎重内
- 君の歌が聞きたい（1975年 - 1976年、TBS） - 加納秋男
- 太陽にほえろ!（東宝・日本テレビ）
  - 第188話「切札」（1976年2月20日） - 多々良弁護士
  - 第239話「挑発」（1977年2月18日） - スナック｢ゼエロン｣ママに絡んだチンピラ ※ノンクレジット

- 十手無用 九丁堀事件帖 第23話「ゆきと云う女」（1976年、日本テレビ） - 長次
- 痛快! 河内山宗俊 第22話「桃の節句に雪を見た」、第26話「無頼六道銭」（1976年、フジテレビ） - 鳥居耀蔵
- 日曜スペシャル（日本テレビ）
  - 2・26事件〜目撃者の証言（1976年） - 栗原中尉
  - ドキュメンタリードラマ 「太平洋の生還者」（1977年）
- 影同心II 第24話「そして影は去った!!」（1976年、毎日放送） - 酒井駿河守
- 人魚亭異聞 無法街の素浪人 第3話「一発勝負殺しの切札」（1976年、NET） - 魚住伝八郎
- 同心部屋御用帳 江戸の旋風II 第8話「下町娘と若浪人」（1976年、フジテレビ） - 常軒
- 刑事物語・星空に撃て! 第3話「姿なき声の恐怖」（1976年、フジテレビ） - 甲山
- 新・座頭市（勝プロ・フジテレビ）
  - 第1シリーズ 第2話「父恋い子守唄」（1976年） - 弁蔵
  - 第1シリーズ 第19話「越後から来た娘」（1977年） - 柳田浩之進
  - 第2シリーズ 第13話「忠治を売った女」（1978年） - 庄八
  - 第3シリーズ 第3話「市の耳に子守唄」（1979年） - 卯吉
- 華麗なる刑事（1977年、東宝・フジテレビ） - 神来署長
- 破れ傘刀舟 悪人狩り 第125話「ろくでなし」（1977年、NET） - 持田一馬
- 桃太郎侍（東映・日本テレビ）
  - 第24話「鬼奉行を消せ」（1977年） - 遠州屋五郎蔵
  - 第54話「闇を裂く妖剣」（1977年） - 市毛左十郎
- 破れ奉行 第6話「紀州藩を砲撃せよ」（1977年、テレビ朝日） - 黒川安之助
- 江戸を斬るIII 第23話「男の約束」（1977年、TBS） - 佐々木
- 特捜最前線（東映・テレビ朝日）
  - 第20話「刑事を愛した女」（1977年） - 本田検事
  - 第165話「隣にいた絞殺魔!」（1980年） - 桜井道夫弁護士
  - 第194話「判事、ラブホテル密会事件!」（1981年） - 桜井道夫弁護士
- 森村誠一シリーズ / 腐蝕の構造（1977年、毎日放送） - 中橋正文
- 魂の試される時（1978年、フジテレビ） - 山下順一
- 夢のあとに（1978年、TBS） - 岩岡哲夫
  - 第1回「光と影」
  - 第2回「幻の視線」
  - 第3回「愛の迷路」
- 江戸の鷹 御用部屋犯科帖 第21話「暗黒街の子連れ狼」（1978年、テレビ朝日） - 倉知竜之介
- わが兄はホトトギス（1978年、南海放送） - 正岡子規 ※南海放送開局25周年記念ドラマ
- 横溝正史シリーズII / 夜歩く（1978年、毎日放送） - 蜂谷小市
- 大追跡 第17話「殺し屋」（1978年、東宝・日本テレビ） - 神山
- 土曜ワイド劇場（テレビ朝日）
  - 青春の荒野（1978年）
  - 死刑台のロープウェイ（1979年）
  - 歪んだ星座 受験戦争連続殺人（1979年） - 家相
  - 白い手 美しい手 呪いの手（1979年） - 宮崎課長
  - 結婚しない女 死の羽田発397便（1980年）
  - 怨霊! あざ笑う人形 危険な未亡人（1980年）
  - 怪奇! 金色の眼の少女（1980年） - 宇田杉男
  - 濡れた心〜レズビアン殺人事件〜（1981年、朝日放送）
  - 殺しの連鎖反応（1983年） - 板東隆 ※遺作
- 高木彬光シリーズ / 密告者（1979年、TBS） - 酒井
- 文化シリーズ / シャーロック・ホームズの世界 「ベイカー街221B」「怪事件頻発」（1979年、NHK総合） - シャーロック・ホームズ
- 土曜ドラマ・サスペンスロマンシリーズ / 血痕追跡（1979年、NHK総合）
- 魔女伝説（1979年、フジテレビ）
- 沿線地図 第8話・第9話（1979年、TBS） - 田中量一
- 江戸を斬るIV 第19話「狙われた死神」（1979年、TBS） - 林田弥十郎
- 俺はあばれはっちゃく 第43話「ここ掘れどん平マル秘作戦」（1979年、テレビ朝日） - 川口
- 恐竜戦隊コセイドン 第29話「コセイドン緊急出動・果てしない戦い」（1979年、12ch） - 萩村博士
- 俺たちは天使だ! 第5話「運が悪けりゃ女にモテる」（1979年、日本テレビ） - 立吉留三
- 江戸の牙 第1話「炎上! 赤馬を斬れ」（1979年、テレビ朝日） - 堀田監物
- 探偵物語 第13話「或る夜の出来事」（1979年、日本テレビ） - 高村竜太郎（怪盗103号）
- 花よめは16歳 第21話「成せば成るんだ代表選手」（1980年、テレビ朝日）- 西川晴夫（英語教師）
- あいつと俺（1980年、12ch） - 花形チーフ
- 騎馬奉行 第24話「忠義者は使い捨て」（1980年、関西テレビ） - 安藤主膳
- 熱中時代 第2シリーズ 第3話「早くも恐怖の通信簿」（1980年、日本テレビ） - 下山修
- 木曜ゴールデンドラマ（よみうりテレビ）
  - 俺たちの明日（1980年、日本テレビ）
  - 誘拐〜なぜ女子大生は突然姿を消したか?（1980年）
  - 大誘拐（1981年） - 井狩県警本部長
  - 五瓣の椿（1981年）
  - 妻の殺意（1981年）
  - 黄昏の愛と憎しみ（1982年）
- ピーマン白書（1980年、フジテレビ） - 幸田睨
- 警視-K 第10話「いのち賭けのゲーム」（1980年、日本テレビ） - 影山代議士の秘書・川瀬
- ドラマ人間模様 / 新・事件 わが歌は花いちもんめ（1981年、NHK総合） - 一色検事
- 太陽戦隊サンバルカン（1981年 - 1982年、テレビ朝日） - 嵐山長官
- 旅がらす事件帖 第25話「怒りに血煙る甲州路」（1981年、関西テレビ） - 都田一閑
- 時代劇スペシャル（フジテレビ）
  - 着ながし奉行（1981年） - 佐渡
  - 快傑黒頭巾（1981年） - 青江下野
  - 御金蔵破り（1981年） - 神谷帯刀
  - 傘次郎新子捕物日記 夫婦十手・豪商六人衆連続殺人事件（1982年） - 紀伊国屋六蔵
  - 闇の傀儡師（1982年） - 八木典膳
  - 地獄の左門十手無頼帖 将軍暗殺!!（1983年） - 河内屋仙之助 ※遺作
  - お庭番秘聞・暗殺者（1983年） - 松前伊豆守 ※遺作
- しづの生涯（1981年、TBS） - 梶原英行
- 江戸の用心棒 第10話「刺客と恋人」（1981年、フジテレビ） - 曽部
- 火曜サスペンス劇場（日本テレビ）
  - 10万分の1の偶然（1981年） - 古家庫之助
  - 乱れからくり ねじ屋敷連続殺人事件（1982年） - 馬割鉄馬
  - 可愛い悪魔（1982年） - 別荘の番人
- 水戸黄門 第13部（1982年、C.A.L・TBS） - 平岩新兵衛
  - 第1話「天下を狙う忍びの罠 -水戸・江戸-」
  - 第9話「危機一髪! 火薬小屋の対決 -岡崎-」
  - 第10話「尾張名古屋の妖怪退治 -尾張-」
- おとぎのへや ゾウをいれるつぼ（1982年、NHK教育） - やきもの屋
- 鬼平犯科帳 第3シリーズ 第9話「梅雨の湯豆腐」（1982年、テレビ朝日） - 宮沢要

### 舞台
文学座 時代
- 光明皇后（1962年） - 廷臣[1]
- 唖のユミュリュス（1962年） - 召使たち
- ジークフリート（1962年） - マイヤー
- クレランバール（愛の狂人）（1963年） - 竜騎兵B
- 調理場（1963年） - ケヴィン
- 日本の孤島（1963年） - マヌエル・ビィラ
- 女ばかりの村（1963年） ※朗読
- トスカ（1963年） - 兵士
- 調理場（1963年） - ケヴィン
- 城（1963年） - イエレミーアス
- 夜長（1963年）
- マリヤへのお告げ（1964年） - 人夫1[1]
- 三人姉妹（1964年） - 将校C[1]
- 霊柩車とともに（1964年） - 潤一[1]
- 欲望という名の電車（1964年） - 集金人の青年[1]
- 一葉舟（1964年） - 俥夫
- 大つごもり（1964年） - 石之助
- 無害な毒薬（1965年） - 岸辺
- 怒りをこめてふり返れ（1965年） - クリフ・ルイス
- AとB（1965年）（第三回創作劇研究会）

六月劇場 時代
- ブレヒト・オン・ブレヒト（1966年）
- 名づけるな、わたしたちに（1966年）
- 魂へキックオフ（1967年） - 秋山
- 審判 銀行員Kの罪（1967年） - 第五の男
- かれら自身の黄金の都市（1968年） - アンドルー・コバム
- 夜うつ太鼓（1968年） - ムルク
- 海賊（1969年） - キチ

その他
- 魔女傳説（1969年、自由劇場） - 検事丙
- 鼠小僧次郎吉（1969年、演劇センター68/69公演） - 鼠一番
- 風吹がらす疾送記・異説のすかい・おらん（1977年、オンシアター自由劇場） - 三浦与佐衛門（後に世直し作五郎）、潮止の五郎次
- 阪妻を偲ぶ～『阪東妻三郎追善公演より』 [注釈 13]
  - 雄呂血（1978年） - 浪岡真八郎
  - 無法松の一生（1978年） - 吉岡明彦
- 座頭市物語（1978年） - 笹川繁蔵
- 鶴八鶴次郎（1978年） - 伊予善の主人松崎
- 因果小僧六之助（1978年） - 相馬屋半蔵
- かもめ（1980年） ※演出作品[注釈 14]
- あらかじめ失われた恋人たちよ -劇編-（1980年） ※蝶採集指導

### ドキュメンタリー
- 時効まであと26日!実録三億円事件（1975年、東京12チャンネル）  - ナレーター
- 日曜☆特バン「戦慄!!吸血鬼ドラキュラは今も生きている!!」（1976年、TBS）  - レポーター
- 燃えよ!ダルマ大臣「高橋是清伝」（1976年、フジテレビ）  - ナレーター
- 野生ふれあいの旅（1981年 - 1982年、NHK総合）  - レポーター
  - ヒグマ/シマフクロウ/カニと踊る/海鳥の孤島
  - 北海道 / アザラシの島
  - 沖縄 / ヤンバルクイナの森
  - 西表島 / コノハチョウの森
  - 若狭湾 / オオミズナギドリの島

### 吹き替え
- エンデバー号の探検
- おしゃれスパイ危機連発（クリストファー役 演：リチャード・ハリス）
- コロネットブルーの謎（マイケル・オールデン役 演：フランク・コンヴァース）
- 地上最強の美女バイオニック・ジェミー 第14話 パラサイコ！少女がジェミーを襲う
- 終着駅（ジョヴァンニ役 演：モンゴメリー・クリフト）
- アラビアのロレンス（ロレンス役 演：ピーター・オトゥール）
- コレクター（フレデリック役 演：テレンス・スタンプ）
- エクソシスト（カラス神父役 演：ジェイソン・ミラー）
- 死の追跡（保安官役 演：リチャード・ハリス）
- 狼たちの午後（サル役 演：ジョン・カザール：フジテレビ制作：DVD収録）
- ルーツ2（サイモン・ヘイリー役 演：ドリアン・ヘアウッド：テレビ朝日）
- 少年ドラマシリーズ「荒野の王子」（NHK総合）
- ドラキュラ都へ行く（ドラキュラ伯爵役 主演：ジョージ・ハミルトン）
- ウィル・ヴィントン作品集「星の王子さま」（1990年発売：レーザーディスク&ビデオテープ）
  - 第1話：星の王子さま（パイロット役及びナレーション）[注釈 15]

### ラジオドラマ
- 杏っ子
- 雪路の日記帳
- 録音ルポ「日本山妙法寺」
- ゴールデン劇場「一人息子」
- 「われら夫婦」
- 白い国籍のスパイ（トーマス・リーヴェン役）
- ミステリーゾーン 世界怪奇実話シリーズ
- 夜のミステリー 江戸川乱歩傑作シリーズ
- 夜のミステリー ジャンピング・トゥ・ザ・ムーン
- 夜のミステリー 夢の悪魔
- ラジオ小説 私の文庫本 第126回「侍」（ベラスコ役）
- ヌハスの巨人
- 海外推理小説入門「四つの署名」
- 「闇のヘルペス」
- 文芸劇場「虹の国アガルタ」
- 「普陀落の岸辺」（お屋形様役）
- 音の本棚（FM東京系列）

ディーノ・ブッツァーティ短編集 「七人の使者」
第1話 七階、第2話 山崩れ、第3話 マント、第4話 聖者たち、第5話 なにかが起こった
- 四つの署名
- ラジオ図書館「失なわれた季節」
- ブラック・ジャック（ブラック・ジャック役）
- 火の鳥 乱世編（源頼朝役）

### 人形劇
- 真田十勇士（1975年 - 1977年、NHK総合） - 三好清海入道、高野小天狗、呉羽自然坊、徳川秀忠、山本勘助、豊臣秀頼

### ナレーション
- ウルトラマンA（1972年 - 1973年、TBS）
- 真夜中の警視（1973年、関西テレビ）
- スーパーロボット マッハバロン（1974年、日本テレビ）
- （新）荒野の素浪人（1974年、NET）
- 日本沈没（1974年、TBS）[注釈 16]
- 燃えよ!ダルマ大臣 高橋是清伝（1976年、フジテレビ）
- 日曜スペシャル スパイ・ゾルゲ（1976年、日本テレビ）
- 幸せになりたい（1976年、フジテレビ）
- ボクシング「日本が生んだ世界チャンピオン15人」（レコード） CBS/SONY MONO(25AG 237)
- 愛の迷路（1979年、TBS）
- サントリーホワイト（サントリーCFナレーション）「サマーハイボール」篇（1981年夏）
- 長編アニメーションスペシャル「三国志」（1982年、テレビ朝日）

### CF演出
- 公共広告機構（現：ACジャパン）（公共メッセージ） 1980年
「言葉が凶器になる」「機関銃」「比較型」「洗いざらい」
- エスビー食品CM『ゴールデンレインボーカレー』「にわとり篇」「牛篇」「パッケージ篇」演出補助
- エスビー食品CM『スナックチップ』「インタビュー篇」「階段篇」「コロコロ（寄り）」「寄席篇」「ポスター篇」「影篇」「待ち人」「和歌」「新聞」「カラッポ」 「タイコ」「浜辺」「ジャングル」「少女（語らい）」「少女（散歩）」「人形」「人形 A型」「人形 B型」「どうぞ」 「人気絶頂」「御本家」演出補助
- エスビー食品CM『スナックトースト』「野球」「外野フライ」「キャッチャーフライ」「ご一緒に」「カリカリ」「まざっちゃった」「パターン」「飲み物」「八木節」演出補助
- ダイドードリンコ『ダイドーブレンドコーヒー』「水谷豊登場編」1982年

### サイドビジネス
- バー経営（友人と共同経営）
  - シルクハット（東京都港区西麻布）
  - シルエット（東京都港区六本木）

### 没後のイベント・グッズ販売
- DVD帰ってきたウルトラマン Vol.13 MAT隊員手帳「坂田健、そして岸田森」特別インタビュー 橋本洋二（当時・TBSプロデューサー）、池田駿介（俳優・南 猛隊員役）、榊原るみ（女優・坂田アキ役）、山元清多（脚本家）、三田和代（女優）、インタビュアー・桜井浩子（2003年）発売元：パナソニックデジタルネットワークサーブ
※このDVD発売を記念して隔週刊テレビ雑誌であるテレビブロス（2003/3/1-3/14）にて岸田森回想を特集した。
- DVD怪奇大作戦 Vol.5 映像特典ささきいさお（当時・佐々木 功）と岸田蕃（岸田森・実兄）対談「岸田森3」（2004年）発売元：ビクターエンタテインメント
- フィギュア
  - 怪奇大作戦 トータス号 1/6計画限定商品 ファーストモデル、セカンドモデル 牧史郎フィギュア付 発売元：ベアモデル（2001年）
  - 怪奇大作戦 牧史郎 〜岸田 森〜 12インチ アクションフィギュア 発売元：アルフレックス（2002年12月）企画者・小幡貴一（「不死蝶 岸田森」編集者）
  - 怪奇大作戦 トレーディングフィギュア 第25話「京都買います」牧史郎 発売元：エポック社（2005年3月）
- 関連イベント『俳優 岸田森 色気と狂気』会場/テアトル新宿 ※実相寺昭雄DVDコレクション発売記念オールナイトの第二夜（2003年6月28日）
上映作品
  - 血を吸う薔薇（1974年）
  - 怪奇大作戦 25話「京都買います」（1969年）16mm
  - 歌磨 夢と知りせば（1977年）
  - 黒薔薇昇天（1975年）

トークイベント ゲスト：岸田蕃（実兄）/小幡貴一（『不死蝶 岸田森』編集者）
※「血を吸う薔薇」吸血鬼フィギュア（製造：アルフレックス）も展示された。
- 関連イベント『DVD「怪奇大作戦」「ウルトラの揺り籠」発売記念オールナイト』会場/テアトル新宿（2004年2月7日）
第1部 DVD「ウルトラの揺り籠」発売記念トークショー
ゲスト 飯島敏宏（監督）、中野稔（光学撮影）、稲垣涌三（撮影）、池谷仙克（美術）、岸田 蕃（岸田森・実兄）、田村奈巳（当時は奈美）（女優・『怪奇大作戦』第8話：林 洋子役）、司会：桜井浩子（女優）
第2部 怪奇大作戦 6エピソード一挙上映 ※デジタルリマスター
上映作品
  - 第1話「壁ぬけ男」
  - 第4話「恐怖の電話」
  - 第8話「光る通り魔」
  - 第12話「霧の童話」
  - 第14話「オヤスミナサイ」
  - 第23話「呪いの壺」
- DVD-BOX「血を吸う箱」初回限定にて、岸田演ずる吸血鬼がコインを引きずり込む「カンオケバンク」がオマケとなった。
収録作品「幽霊屋敷の恐怖 血を吸う人形」「呪いの館 血を吸う眼」「血を吸う薔薇」（2005年4月28日）
- 関連イベント『JOJO広重 VS 中屋浩市 カルトムービー対談シリーズ 第一回 岸田森・前編』会場/AMS（2007年4月27日）
【出演】JOJO広重 中屋浩市
- 関連イベント『岸田森全仕事』ライブ版!異能の俳優を語りつくす夜 会場/新宿ロフトプラスワン（2007年10月21日）
【出演】武井崇（STUDIO28）本橋敏司（STUDIO28）
ゲスト：岸田蕃（実兄）
- 関連イベント『岸田森全仕事』ライブ版!異能の俳優を語りつくす夜第二弾 風雲篇 会場/阿佐ヶ谷Loft A （2009年9月6日）
【出演】武井崇（STUDIO28）本橋敏司（STUDIO28）
ゲスト：岸田蕃（実兄）、根本由美
- 関連イベント『俳優 岸田森』会場/ラピュタ阿佐ヶ谷（2007年12月1日〜2008年2月8日）
レイトショー上映作品：
  - 白昼の襲撃（1970年）
  - 曼陀羅（1971年）
  - 帰ってきたウルトラマン 第35話「残酷! 光怪獣プリズ魔」（1971年）16mm
  - ファイヤーマン 第12話「地球はロボットの墓場」（1973年）16mm
  - 怪奇大作戦 第25話「京都買います」（1969年）16mm
  - 修羅雪姫 怨み恋歌（1974年）
  - 鬼輪番（1974年）
  - おんな極悪帖（1970年）
  - 子連れ狼 三途の川の乳母車（1972年）
  - 黒薔薇昇天（1975年）
  - 呪いの館 血を吸う眼（1971年）

### その他
- 豪華写真シリーズMANDARA 沢渡朔/実相寺昭雄 ベストセラーズ刊（1971年）モデル
- 怪獣供養（1973年、二子玉川園）円谷プロダクションのイベント司会
- カンヌ国際映画祭 「歌磨 夢と知りせば」マルシェに出品（1977年5月）ウタマロパーティに実相寺昭雄監督と共に出席（1977年5月24日）
- 「同志!!僕に冷たいビールをくれ」草野大悟 出版記念パーティ（1980年）司会
- 「ずいひつ」 若い11 第50号 名古屋テレビ（1966年6月1日）
- 「マイクック」 No.380 (1966年8月号) 日本割烹学校出版局 わたしたち結婚して一年四ヵ月です
- 「ふるさと」文学座通信 化粧前（1964年7月号）
- 「お茶の時間」朝日新聞（1966年9月11日）
- 「週刊サンケイ」15号 扶桑社　異色コンビ 渡辺美佐子、岸田森　（1966年）
- 「週刊サンケイ」16号  扶桑社　おじゃまします　（1967年）
- 「TVタレントクローズアップ」アサヒグラフ（1966年10月21日号）
- 「主役のイメージにぴったり　「コロネットブルーの謎」声役・岸田森」福島民報（1968年6月1日）
- 「日月潭の夕焼け」※岸田が自分自身を描いた挿絵も掲載 DELICA（1969年夏号）
- 「旅」43号   日本旅行協会（1969年1月号）私の旅・片眼で蝶を追う
- 「主婦と生活」 主婦と生活社　離婚男性たちのその後の私生活 （1970年3月号）
- 「岸田森が脚本担当　帰ってきたウルトラマン」読売新聞（1971年8月18日）
- 「帰ってきたウルトラマンで2足のわらじ 岸田森が脚本を執筆 坂田健役」ATVホームニュース（1971年9月1日）
- 「婦人倶楽部」54号    講談社　別れていった妻への手紙 （1973年）
- 「凝ってます 岸田森＝蝶」週刊TVガイド（1973年6月1日号）
- 「こんな時 こんな服 チョウを追う 岸田森さん」朝日新聞（1974年6月2日）
- 「こ〜れがボクの素顔デス」週刊TVガイド（1974年6月14日号）
- 「またまた悪役…岸田森“死にざま”に苦労します」静岡新聞（1974年7月17日）
- 「NEW LIFE 蝶」週刊文春（1977年12月8日号）
- 「ニッポン個性派時代 岸田森」キネマ旬報社（1979年1月号）
- 市川雷蔵を偲ぶ会・会誌「らいぞう」第10号（1979年）岸田森さんの雷蔵（インタビュー）
- 「シネマ個性派ランド」」キネマ旬報社（1981年）
- もんもんドラエティ（1981年、12ch）アルカード伯爵（ドラキュラ）
- 「リメンバー!!怪奇大作戦 岸田森・昼下がりのインタビュー」月刊OUT（1979年4月1日号）
- 「空想特撮の名バイプレイヤー 岸田森 インタビュー」ファンタスティックコレクションNO16 華麗なる円谷特撮の世界 ミラーマン・ファイヤーマン・ジャンボーグA 朝日ソノラマ（1979年9月1日号）※ファイヤーマン第12話「地球はロボットの墓場」の脚本が掲載されている。
- 「SHORT INTERVIEW 岸田森」バラエティ（1979年9月号）
- 「岸田森VSドラキュラ ドラキュラのルーツをたずねて」バラエティ（1979年12月号）
- 「忘れられない 八重山諸島」朝日新聞（1981年9月3日）
- 「もんもんドラエティー 緊急突然取材!日本一の吸血鬼役者、岸田森」ふぁんろーど（1981年11月号）
- 「京風現代不良気質」イエスジミー（1982年10月号）